# حسینیه حضرت ابوالفضل سرو سفلی
حسینیه حضرت ابوالفضل سروسفلی مربوط به دوره قاجار است و در ۲۵ کیلومتری شمال غرب اردکان، روستای سرو سفلی واقع شده و این اثر در تاریخ ۱ مهر ۱۳۸۲ با شمارهٔ ثبت ۱۰۴۲۸ به‌عنوان یکی از آثار ملی ایران به ثبت رسیده است.